# Лоами (Илиноис)
Лоами (енгл. Loami) град је у америчкој савезној држави Илиноис.

## Демографија
По попису из 2010. године број становника је 745, што је 59 (-7,3%) становника мање него 2000. године.
| Група             | 2000.       | 2010.       |
| Белци             | 779 (96,9%) | 701 (94,1%) |
| Афроамериканци    | 4 (0,5%)    | 9 (1,2%)    |
| Азијати           | 4 (0,5%)    | 1 (0,1%)    |
| Хиспаноамериканци | 15 (1,9%)   | 17 (2,3%)   |
| Укупно            | 804         | 745         |